# Семёнов, Александр Иванович (писатель)
Александр Иванович Семёнов (род. 25 июля 1941, Москва) — советский и российский художник-карикатурист, писатель, сценарист. Работал в журналах «Крокодил» (1960—1987), «Мурзилка» (1974—1995), «Весёлые картинки» (1967—1986), «Колобок» (1970—1985), «Работница» (№4 1971), «Физкультура и спорт» (№8 1970), газете «Пионерская правда» (1971, 1975, 1976, 1987).

## Творчество
К его наиболее известным произведениям для детей относятся печатавшиеся в журнале «Мурзилка»:
- Детективно-загадочная история «Двенадцать агентов Ябеды-Корябеды» (1977—1978), первая часть — 14 выпусков; вторая часть (1981) — 6 выпусков.
- Детективно-загадочная история «Агенты Катавасии» — третья часть приключений Мурзилки и его противницы, злой волшебницы («Третий „А“ попадает в карман», «Торба с сюрпризом», «Кукиши и кукушки», «Явление Степана Присядкина», «Чемпион по пряткам», «Икота идёт на Федота», «Утюги и шарики» — 1983), 11 выпусков.[1]

Впоследствии эти произведения были напечатаны как отдельное издание.
- Научно-фантастические сны «Путешествия туда и обратно» (1979).

Злая волшебница Ябеда-Корябеда, она же впоследствии Катавасия, с помощью своих агентов прикладывала «немало усилий, чтобы ребятня росла такой, как надо: разболтанной и ленивой…». Мурзилка с друзьями разоблачали их проделки. Эти истории позже неоднократно издавались отдельными книгами, в которые вошло много новых эпизодов. В «Путешествиях туда и обратно», наряду с изложением интересных научных фактов, одновременно остроумно показано общество чрезмерного потребления.
В 1993 году была издана книга «Ябеда-Корябеда, её проделки и каверзы», первая часть книги-это переиздание, вторая часть до этого не публиковалась.
С 1980 по 1995 годы годах А. Семёновым был создан и опубликован в выпусках журнала «Мурзилка» ряд комиксов с участием Мурзилки и Ябеды-Корябеды, в том числе — на актуальную для конца 1980-х годов тему компьютеризации.
В 1983—1984 годах «младший научный волшебник Института Ребячьих проблем, мудрец 2-го ранга» Александр Семёнов вёл в журнале «Мурзилка» рубрику ответов на письма читателей «Разговор по секрету! Совершенно секретная страница, читать которую разрешается только тебе!».
Ещё одна книга писателя — «Записная книжка волшебника» (М.: Детская литература, 1990), сборник коротких историй с цветными иллюстрациями волшебных предметов на каждом развороте.
Иллюстрировал следующие книги:
- «Девочка и охотник» (Юрий Ярмыш, М.: Детская литература, 1971);
- «Как Толик прославился» (В. Зуб, М.: Детская литература 1973);
- «Игорёк управляет луноходом» (Б. Миротворцев, М.: Советская Россия 1973);
- «На планете исполнившихся желаний» (Нинель Максименко, М.: Детская литература, 1975);
- «Соло для дуэта» (Аркадий Арканов и Григорий Горин, М.: Искусство, 1975).
- «Куно — летающий слон» (В. Шпендер, М.: Детская литература, 1975);
- «Школа клоунов» (Э. Успенский, М.: Детская литература, 1983);
- «Клетки в клетке или откуда ты взялся?» (П. Катин, М.: Детская литература, 1984);
- «Карусель» (Владимир Свиридов, М.: Искусство, 1984);
- «Как я сделал хоккейную шайбу» (Александра Скраган, М.: Детская литература, 1987);
- «Разные события в деревне Простоквашино» (Э. Успенский, М.: ВТПО Киноцентр, 1988);
- «Семь суббот на неделе» (Пауль Маар, М.: Детская литература, 1988);
- «Воздухоплаватели» (С. Иванов, М.: Малыш, 1990);
- «Папа, Мама, ЭВМ и я» (Ю. В. Пухначев, М.: Детская литература, 1990);
- «Вредные советы» (Г. Остер, М.: Детская литература, 1991);
- «Бывают страны» (С. Иванов, М.: Малыш, 1991).

А также ряд книг из серии «Библиотека Крокодила»:
- Короткие рассказы (433) 1965 г.;
- Владлен Бахнов «О чечевице и прочем» (557) 1968 г.;
- Сергей Баруздин «Про белого бычка» (575) 1969 г.;
- Николай Монахов «Воспитатели в масках» (616) 1970 г.;
- Виктор Алданский «За счет зимы» (701) 1973 г.;
- Юрий Мартынов «Неделя для раздумий» (725) 1974 г.;
- Андрей Кучаев «Второй План» (764) 1976 г.;
- Сергей Бодров «Нервная история» (812) 1978 г.;
- Владлен Бахнов «Чистая правда» (837) 1979 г.;
- Сергей Бодров «Автопортрет в коридоре» (893) 1981 г.

Выпущены также следующие диафильмы, иллюстрированные Александром Ивановичем:
- «Отчего? Почему? Как?» Часть: Как гуси научились гуськом летать (Студия «Диафильм» Госкино СССР, 1971 г.);
- «Гошка Вовиков на Планете Исполнившихся Желаний» (Студия «Диафильм» Госкино СССР, 1977 г.);
- «Детки из клетки» (Студия «Диафильм» Госкино СССР, 1988 г.);
- «Ваня Эвриков и разум из пробирки» (Студия «Диафильм» Госкино СССР, 1989 г.).

Оформил обложку книги «Приключения Карандаша и Самоделкина» (автор Ю. Дружков, М.: Детская литература, 1985), повесть К. Булычева «Конец Атлантиды», опубликованную в газете «Пионерская правда» в 1987 году (№ 96—125).
В 2004 году под псевдонимом Алекс Сименс в издательстве «Стрекоза» вышли книги «101+1 далматин» и «101 далматин и сокровища пиратов». Писал сценарии мультфильмов и детских передач для Центрального телевидения.
Имеет трех сыновей и двух дочерей.
В 2014—2016 годах автор выпустил 4 книги продолжений истории про Ябеду-Корябеду: «Спортивная котлета Ябеды-Корябеды», «Ябеда-Корябеда. Загадочная гостья», «Ябеда-Корябеда. Турне к людоедам», «Несравненная Ябеда-Корябеда».